# Raimundo Bibiani Orsi
Raimundo Bibiani Orsi (Avellaneda, 2 de desembre de 1901 - Santiago de Xile, 6 d'abril de 1986) fou un futbolista argentí nacionalitzat italià. Fou un dels diversos casos de futbolistes argentins que jugaren a Itàlia i es nacionalitzaren italians durant els anys 30, en una època en què aquest fet no era massa habitual.
Orsi començà la seva carrera al Club Atlético Independiente (1920-1928; 1935). Aquest any 1928 es proclamà subcampió olímpic a Amsterdam 1928 i immediatament es traslladà a Itàlia on fou fitxat per la Juventus. Romangué al club de Torí fins a 1935, i guanyà cinc lligues consecutives, 1931, 1932, 1933, 1934 i 1935. L'any 1934, a més, s'havia proclamat campió del món a Itàlia 1934. El 1935 deixà la Juventus i retornà a Sud-amèrica on jugà a clubs com Boca Juniors, Club Atlético Platense I Almagro, a més de CA Peñarol a Uruguai i Flamengo al Brasil.
A nivell de seleccions, debutà amb Argentina el 10 d'agost de 1924 en un partit davant l'Uruguai. Jugà 12 partits, marcà tres gols i guanyà la medalla d'argent als Jocs Olímpics d'Amsterdam de 1928. Entre l'1 de desembre de 1929 i el 24 de març de 1935 jugà amb la selecció italiana, amb la qual fou campió del Món el 1934. Amb Itàlia jugà 35 partits i marcà 13 gols. L'any 1936 encara jugà un darrer partit de seleccions, però de nou amb Argentina.

## Palmarès

### Club
Independiente
- Campionat argentí de futbol
  - 1922, 1924, 1925

Juventus
- Lliga italiana de futbol
  - 1930-31, 1931-32, 1932-33, 1933-34, 1934-35

### Selecció
Argentina
- Copa Amèrica de futbol
  - 1927
- Medalla d'argent als Jocs Olímpics
  - 1928

Itàlia
- Copa del Món de futbol
  - 1934
- Copa del Centre d'Europa de futbol
  - 1927-30, 1933-35